# Ángel Otaegui Echeverría
Ángel Otaegui Echeverría (Nuarbe, 1942 – Burgos, 27 settembre 1975) è stato un attivista spagnolo.

## Biografia
Ángel Otaegui era un pescatore basco che lavorava nei porti di Orio e Guetaria. Dopo essersi avvicinato all'ETA, iniziò la propaganda indipendentista e antifranchista. Nel novembre 1974 venne arrestato con l'accusa di aver assassinato, insieme a José Antonio Garmendia Artola e Francisco Javier Aya Zulaica, Gregorio Posadas Zurrón, capo della Guardia civil di Azpeitia.
Il 25 aprile 1975, il giorno seguente la dichiarazione dello stato d'emergenza nei Paesi baschi, la Polizia militare del comando di Burgos manda una petizione per la condanna a morte da infliggere a Otaegui e a Garmendia.
Nel maggio Otaegui venne trasferito nel carcere di Burgos. Nell'agosto venne giudicato colpevole da un tribunale militare e condannato a morte. La condanna a morte venne in seguito ratificata da Francisco Franco il 26 settembre. Garmendia fu graziato e la sua pena venne convertita in ergastolo. La fucilazione di Otaegui fu eseguita alle ore nove del mattino del 27 settembre.